# Tideman Berck

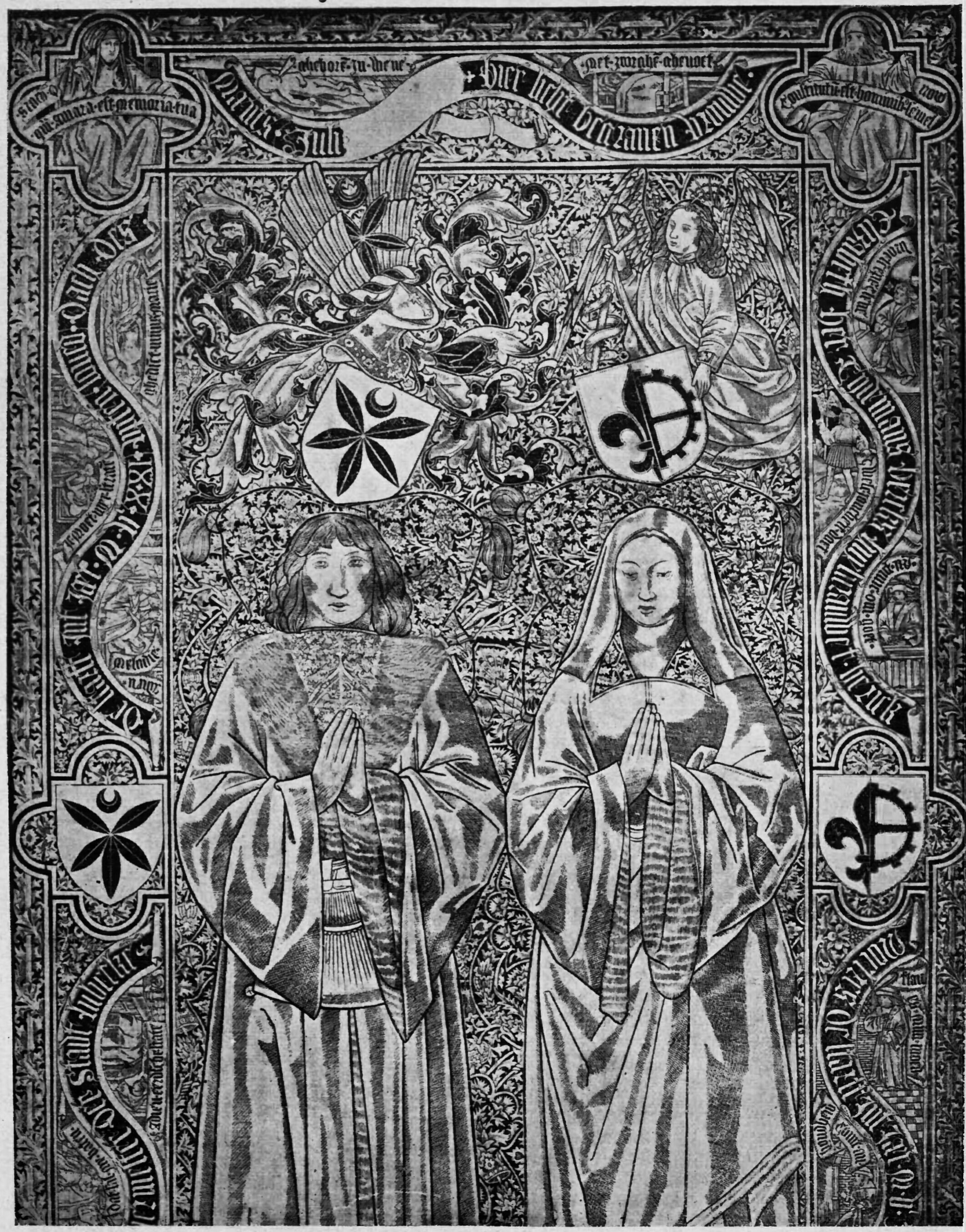
Grabplatte des Bürgermeisters Tiedemann Breck und seiner Gattin († 1521 und 23) in der Marienkirche neben dem Chorausgang.

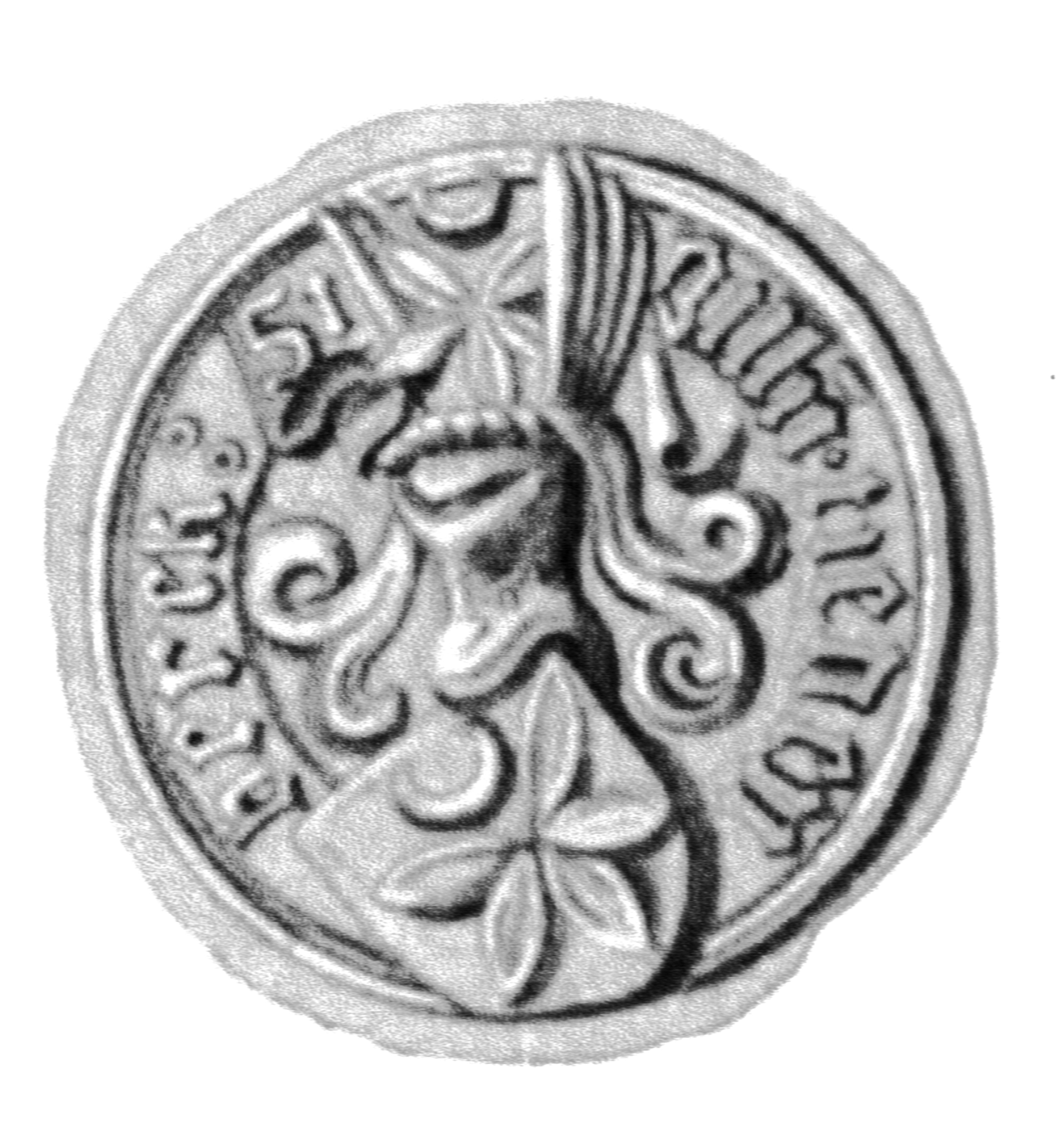
Siegel des Tideman Berck

Tideman Berck (* im 15. Jahrhundert; † 7. Juli 1521 in Lübeck) war ein Kaufmann und Bürgermeister der Hansestadt Lübeck.

## Leben
Tideman Berck war Sohn des Lübecker Bürgers Heinrich Berck. Er wird zunächst um 1486 als Ältermann der Kaufleute am Stalhof in London erwähnt. 1489 wurde er in den Lübecker Rat erwählt und vertrat die Stadt als Ratsherr gemeinsam mit dem Ratsherrn Heinrich Witte in der Gesandtschaft nach Narva (1497) mit dem Ziel, den dortigen Kaufmannshof der Hanse wieder zu eröffnen. 1501 wurde er im Lübecker Rat zu einem der Bürgermeister bestimmt. 1503 nahm er gemeinsam mit dem Bürgermeister Hartwig von Stiten an den Verhandlungen mit Herzog Friedrich von Schleswig-Holstein in Lübeck teil, bei denen das deutsch-dänische Verhältnis geklärt werden sollte. Jens Andersen Beldenak, der Bischof von Odense kündigte ihm gegenüber die Absicht an, die Vereinbarungen zu ratifizieren, mit denen die Unstimmigkeiten über die Verletzung der Handelsprivilegien Lübecks beigelegt werden sollten. 1504 schloss er für Lübeck den ersten Münzvertrag mit Hamburg und Lüneburg ab (siehe: Wendischer Münzverein). Nach dem Hansetag des Jahres 1507 in Lübeck reiste er gemeinsam mit dem Bürgermeister David Divessen nach Nykøbing, um mit dem dänischen König Friedensverhandlungen in der Lübecker Fehde zu führen. Als Kaufmann war er noch 1508 in eigenen Geschäften tätig. Seine Ehe mit einer Tochter des Kaufmanns Heinrich Möller blieb kinderlos. Sie brachte ihm eine Mitgift von 4000 Lübische Mark. Berck bewohnte das Haus Breite Str. 25 und war seit 1501 Mitglied der Zirkelgesellschaft. Er wurde im Chor der Lübecker Marienkirche beerdigt. Ein von ihm letztwillig gestiftetes Glasfenster für die Sängerkapelle in dieser Kirche wurde beim Luftangriff auf Lübeck am 29. März 1942 vernichtet; es befand sich zuletzt zwischen den beiden Türmen. Weiter wurde aus seinem Nachlass eine Kapelle für das Heiligen-Geist-Hospital gestiftet.